# Kaspar Joseph Brambach
Kaspar Joseph Brambach est un musicien et compositeur prussien, né à Oberdollendorf, le 14 juillet 1833 et mort à Bonn le 20 juin 1902.

## Biographie
Caspar Joseph Brambach naquit la même année que Brahms de Franz Jacob Brambach et Gertrud Luckerath. Il était boursier à la fondation Mozart et élève de Ferdinand Hiller au conservatoire de Cologne, avant d'y enseigner lui-même pour un temps. En 1861, il fut nommé directeur de musique de Bonn, mais se retira de ses fonctions en 1869 pour se consacrer tout entier à la composition. Il dirigea entre 1862 et 1877 la chorale masculine Concordia et de 1861 à 1869 la chorale de la ville, connue aujourd'hui sous l'appellation de Chorale philharmonique de Bonn. Sa tombe se trouve dans le cimetière de Poppelsdorf à Bonn.

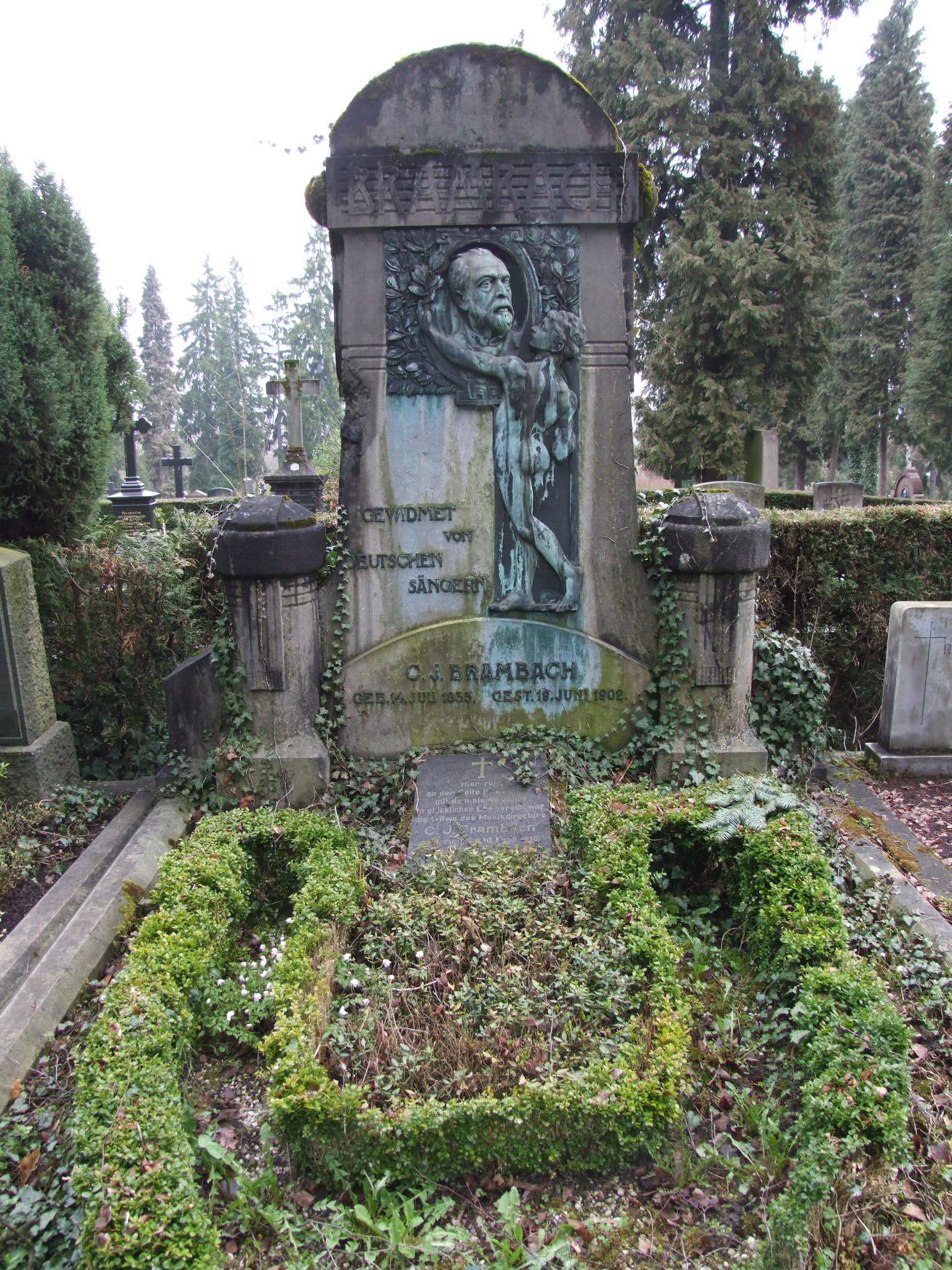
Tombe de Kaspar Joseph Brambach à Bonn